# Il padre d'Italia
Il padre d'Italia è un film del 2017 diretto da Fabio Mollo, con protagonisti Luca Marinelli e Isabella Ragonese.

## Trama
Paolo è un trentenne omosessuale solitario e introverso che lavora come commesso in un negozio di Torino. Il giovane ha appena dovuto troncare una storia importante poiché il suo ex voleva sposarsi e mettere su famiglia con lui, che invece vive in un eterno presente.
Una sera, in una dark room viene avvicinato da Mia, ragazza incinta al sesto mese che gli sviene tra le braccia. Il ragazzo la soccorre e, poiché non ha un posto dove andare né nessuno che la accolga, la ospita a casa sua.
Il giorno dopo la ragazza, ripresasi, chiede a Paolo di accompagnarla ad Asti, dove il suo gruppo rock e il fidanzato che la notte prima l'aveva abbandonata si riuniranno. Paolo, con molta riluttanza, si fa prestare un furgone dallo store dove lavora e la porta lì, solo per vederla venire cacciata malamente dalla band e dal ragazzo. Mia chiede allora di essere portata a Roma, dove viveva con altri ragazzi; Paolo riesce a tenere con sé il furgone e a portarla là, ma trovano il suo appartamento occupato: in realtà la ragazza lo aveva usato solo come appoggio temporaneo. 
Mia vuole quindi recarsi a Napoli, dove risiede il padre del suo bambino.
Durante il viaggio tra Paolo e Mia nasce una profonda intesa: il carattere esuberante della ragazza pian piano scioglie quello ombroso del ragazzo, e lo aiuta ad elaborare la fine della sua relazione. I due si scambiano anche diverse confidenze, e Paolo le racconta di essere cresciuto in orfanotrofio dopo essere stato abbandonato da sua madre.
Giunti a casa dell'ex amante di Mia, però, i due hanno una brutta sorpresa: l'uomo è morto da oltre un anno e dunque non può essere realmente il padre del nascituro, che rimane ignoto.
Nonostante questo Paolo decide di rimanere insieme a Mia: tra i ragazzi nasce infatti un forte sentimento che li porta a legarsi strettamente. I due si recano all'orfanotrofio dove Paolo è cresciuto, dove il ragazzo può affrontare finalmente il suo passato.
In seguito raggiungeranno la famiglia di Mia in Calabria.
Paolo ha per la prima volta modo di vivere in una famiglia, e propone a Mia di rimanere là: lui sarà il padre del bambino e vivranno come una famiglia vera. Per un certo periodo la cosa funziona: Mia insegna a Paolo a nuotare e insieme sceglieranno il nome della bambina, Italia.
In breve però Mia diventa insofferente alla vita dalla quale era sempre fuggita; durante un litigio con sua madre, questa la mette di fronte al fatto che essere genitori significa fare molti sacrifici e prendersi responsabilità cui la ragazza è assolutamente inadeguata.
Mia decide così di scappare, lasciando Paolo di nuovo solo.
Ammettendo che l'avventura con Mia sia stata solo una grande follia, Paolo torna alla sua vita, ma tempo dopo riceve una chiamata da un ospedale in Sicilia, dove Mia si è recata per partorire. Dopo aver dato alla luce la bambina, la ragazza è nuovamente fuggita senza riconoscerla come sua; prima però ha indicato Paolo come padre biologico di Italia.
Il ragazzo, libero finalmente dai suoi fantasmi, non esita a riconoscere la bambina, accettando le responsabilità e le paure di un genitore e pensando finalmente al proprio futuro.

## Distribuzione
Il film è stato distribuito nelle sale cinematografiche italiane il 9 marzo 2017.

## Riconoscimenti
- 2017 - Nastro d'argento
  - Candidatura per il Migliore soggetto a Fabio Mollo e Josella Porto
  - Candidatura per il Migliore attore protagonista a Luca Marinelli
  - Candidatura per la Migliore attrice protagonista a Isabella Ragonese
  - Candidatura per la Migliore attrice non protagonista ad Anna Ferruzzo
- 2017 - Globo d'oro[2]
  - Miglior attrice a Isabella Ragonese
  - Candidatura per il Miglior attore a Luca Marinelli
- 2018 - Diversity Media Awards[3]
  - Miglior film